# 思溪村 (婺源县)
思溪村是江西省东北部上饶市婺源县（旧属徽州府）思口镇的一个村。
思溪村于2014年3月7日公布为第六批中国历史文化名村。该村拥有以下文物保护单位：
1. 第三战区副司令长官部暨二十三集团军司令部旧址，思口镇思溪村延村，含笃经堂、宝辉堂及22号、57号、31号、78号、19号（保鑑山房）、68号、64号民居，江西省文物保护单位
2. 思溪桥，上饶市文物保护单位
3. 思溪百寿堂，上饶市文物保护单位
4. 思溪敬序堂，上饶市文物保护单位
5. 思溪村古建群，含俞协祥宅、单华祥宅、俞华生宅、俞友庆宅、俞松登宅、俞元艺宅、金桂熊宅、客馆、通济桥、古井，婺源县文物保护单位
6. 聪听堂，清，思口镇思溪村延村